# Gammler, Zen und hohe Berge
Der Roman Gammler, Zen und Hohe Berge wurde 1963 vom Rowohlt Verlag als Übersetzung des 1958 erschienenen Romans The Dharma Bums von Jack Kerouac herausgebracht. Die Übersetzung erfolgte durch Werner Burkhardt. Eine Neuausgabe des Romans erschien 2022 unter dem Titel Die Dharmajäger in der Übersetzung von Thomas Überhoff mit einem Nachwort von Matthias Nawrat.

## Handlung
Kerouacs Alter Ego Ray Smith trampt durch die Vereinigten Staaten und lernt Japhy Ryder (Gary Snyder) kennen. Dieser ist ein Jünger des Zen-Buddhismus, der Ray in diese Welt einführt. Bei ihren gemeinsamen Touren in die Berge lernen sie sich kennen. Es kommt zu Partys mit Jazz, Sex und Alkohol, sowie zu Gesprächen mit Personen, die die Welt mit Zen-Weisheiten zu erklären versuchen. Als Japhy nach Asien aufbricht, um dort bei einem Mönch zu lernen, nimmt Ray Japhys alte Arbeitsstelle in der Einsamkeit der Berge an. So endet die Geschichte auf dem Desolation Peak.

## Rezeption
„Als ich ‚Gammler, Zen und Hohe Berge‘ – der dämliche deutsche Titel ließ mich zuerst an Heinrich Harrer denken – und somit ein neues Kapitel aufschlug. Ich begriff: Der frische Wind kam aus den Fünfzigern. Handke, Brinkmann, Fauser, Wondratschek – sie wären ohne den heulenden Sturm nicht möglich gewesen.“

„Er beschrieb den Zustand spontaner Wahrnehmungskonzentration, den er mithilfe der Zen-Meditation förderte, so: wenn man alles zum Stillstand bringt und seinen Verstand ausschaltet, um mit geschlossenen Augen tatsächlich so etwas wie einen ewigen und unübersehbaren Strom elektrischer Kraft zu sehen, der schmerzlich aufstöhnend dahinbraust.“

„Der Roman Die Dharmajäger ist ein Denkmal für die Beatniks der fünfziger Jahre auf ihrer spirituellen Suche nach Glück und geistiger Erläuchtung. Er verewigt sie […] als Seelen, die sich über den Tod und den Zynismus erheben und ewig leben, zumindest in der Sprache und im Erzählen.“